# Sphex optimus
Sphex optimus är en biart som beskrevs av Frederick Smith 1856.
Sphex optimus ingår i släktet Sphex och familjen grävsteklar. Inga underarter finns listade i Catalogue of Life.